# Araschnia borgesti
Araschnia borgesti är en fjärilsart som beskrevs av Kardakoff 1928. Araschnia borgesti ingår i släktet Araschnia och familjen praktfjärilar. Inga underarter finns listade i Catalogue of Life.